# Teoria della stima
La teoria della stima è un ramo della statistica e dell'elaborazione numerica dei segnali che ha come obiettivo la stima di parametri, scalari o vettoriali, a partire da dati misurati/empirici, la cui distribuzione è influenzata dai valori effettivi assunti da tali parametri. Uno stimatore è una funzione deterministica dei dati misurati, che, in relazione ad un determinato criterio di ottimalità, assume il valore del parametro stimato.
Un classico problema di stima, in ambito radar, è quello di stimare la posizione di un bersaglio analizzando il segnale ricevuto, influenzato non solo dagli echi di ritorno dal bersaglio, ma anche dal rumore termico o da altri fenomeni aleatori di disturbo. Tali disturbi introducono incertezza, senza la quale il problema sarebbe deterministico e non vi sarebbe alcuna necessità di stima.
La teoria della stima si divide in due branche: stima puntuale e stima intervallare.
Esempi di stimatori sono: la media campionaria  {\displaystyle {\bar {x}}} (stimatore della media della popolazione), la varianza campionaria {\displaystyle S^{2}} (stimatore della varianza della popolazione)...

## Processo di stima
L'intero obiettivo della teoria della stima è di arrivare ad uno stimatore, e preferibilmente di implementarne uno che sia realmente utilizzabile. Lo stimatore è una funzione deterministica che a partire dai dati misurati produce una stima del parametro.
È preferibile derivare uno stimatore che esibisca proprietà di ottimalità.
Questi sono i passi generali per determinare uno stimatore:
- Determinazione di un modello per il sistema, che includa sia la dipendenza dal parametro che le componenti aleatorie di disturbo.
- Determinazione dei limiti a cui deve sottostare uno stimatore. Tali limiti, ad esempio possono esser trovati attraverso la disuguaglianza di Cramér-Rao.
- Sviluppo di uno stimatore.
- Analisi delle performance dello stimatore, attraverso simulazioni/esperimenti.

## Stimatori
Gli stimatori o metodi di stima più usati sono i seguenti:
- Metodo della massima verosimiglianza
- Metodo dei momenti
- Stimatore dei minimi quadrati